# 2016 en Tunisie
Chronologie de la Tunisie
- 2012
- 2013
- 2014
- 2015
- 2016
- 2017
- 2018
- 2019
- 2020

Cet article présente les faits marquants de l'année 2016 en Tunisie.

## Gouvernement
- Président de la République : Béji Caïd Essebsi (depuis le 31 décembre 2014)
- Chef du gouvernement : Habib Essid puis Youssef Chahed (depuis le 27 août)
- Président de l'Assemblée des représentants du peuple : Mohamed Ennaceur (depuis le 4 décembre 2014)
- Gouvernement : Essid puis Chahed
- Législature : Ire législature

## Chronologie

### Janvier
- Un fossile de crocodile géant, daté entre 120 et 130 millions d'années et qui pourrait être le plus grand de ce genre avec une longueur estimée à neuf mètres, est découvert dans les environs de la ville de Ghomrassen au sud de la Tunisie ; il est baptisé Machimosaurus rex[1].
- 6 janvier : le gouvernement Habib Essid est remanié avec un changement de sept ministres, dont trois ministres régaliens.

### Mars
- 7 au 10 mars : bataille de Ben Gardane lors de l'insurrection djihadiste en Tunisie. Les affrontements opposent les forces spéciales tunisiennes aux djihadistes de l'État islamique (EI).

## Culture
- 30 avril : le Comar d'or est attribué à :
  - ouvrage en langue arabe :  مرايا الغياب (Maraya El Ghieb, soit Miroirs de l'absence) de Nabiha Aïssa (ar) et توجان (Toujane) d'Emna Rmili Oueslati (ar) ;
  - ouvrage en langue française : Le Corps de ma mère de Fawzia Zouari et Ya Khil Salem de Fawzi Mellah.

## Décès
- 10 janvier : Abbas Bahri,  mathématicien ;
- 7 février : Kerem Ben Cheikh Mahmoud Boubacar, physicien ;
- 5 avril : Mohamed Sghaïer Ouled Ahmed, poète ;
- 14 avril : Ahmed Brahim, homme politique ;
- 29 mai : Néjiba Hamrouni, journaliste et présidente du Syndicat national des journalistes tunisiens ;
- 10 août : Mohamed Tahar Mansouri, historien et universitaire ;
- 15 août : Abdelkader Ben Khemis, homme politique ;
- 3 septembre : Kalthoum Bornaz, réalisatrice ;
- 13 septembre : Mohamed Mongi Chemli, auteur, écrivain et traducteur ;
- 26 octobre : Abdesslem Ben Hamida, historien et universitaire ;
- 6 novembre : Moncef Souissi, acteur et metteur en scène et cofondateur du Théâtre national tunisien ;
- 6 novembre : Saïda Sarray, actrice ;
- 7 novembre : Mohamed Masmoudi, homme politique ;
- 23 novembre : Hamadi Abid, homme d'affaires et créateur de l'enseigne de prêt-à-porter qui porte son nom ;
- 1er décembre : Hédi Tounsi, chanteur ;
- 5 décembre : Mohamed Dridi, boxeur franco-tunisien ;
- 13 décembre : Abdelkader Ghalem, footballeur international tuniso-algérien ;
- 15 décembre : Mohamed Zouari, ingénieur assassiné ;
- 23 décembre : Anis Amri, auteur de l'attentat du 19 décembre 2016 à Berlin.